# آنتونی شیفر
آنتونی جاشوا شِیفر (۱۵ مارس ۱۹۲۶ – ۶ نوامبر ۲۰۰۱) نمایشنامه‌نویس فیلمنامه‌نویس، رمان‌نویس، وکیل مدافع و مدیر تبلیغاتی انگلیسی بود.

### رمان
- زنی در کمد: یک داستان کارآگاهی نشاط‌آور (۱۹۵۱)
- چه می‌کند تمساح کوچولو؟ (۱۹۵۲) – شرکت نوشته شده با پیتر شیفر منتشر شده تحت نام مستعار "پیتر آنتونی"
- قتل پژمرده (۱۹۵۵) – شرکت نوشته شده با پیتر شیفر منتشر شده تحت نام مستعار "پیتر Anthony"
- آمرزش (۱۹۷۹) – بر اساس فیلمنامهٔ شیفر برای فیلم محصول ۱۹۷۸
- مرد حصیری (۱۹۷۸) – نگارش مشترک با رابین هاردی بر اساس فیلمنامهٔ شیفر[نیازمند منبع]

### نمایش‌نامه
- رژه‌ی وحشیانه (۱۹۶۳; بعد از تجدید نظر به عنوان این رژهٔ وحشیانه، ۱۹۸۷)
- بازرس (۱۹۷۰)
- قاتل (۱۹۷۵)
- کارکیست (۱۹۷۷؛ در اصل به نام پرونده‌ی اویلی لوانتین)
- جامهٔ بیوگی (۱۹۸۶؛ ابتدا با عنوان برای سال‌هایی که نمی‌توانستم سیاه بپوشم؛ ۱۹۷۷)
- چیزی روی صندلی چرخدار (۲۰۰۱)

### خاطرات
- پس چه انتظاری داشتید؟  (۲۰۰۱)
- در را قفل کن و به هیچ‌کس نگو با مشارکت کارولین شیفر (۲۰۰۱–۲۰۰۶)

## فیلم‌شناسی

### فیلم‌نامه
- آقای فوربوش و پنگوئنها (۱۹۷۱) - با عنوان ثانوی آوای پنگوئن‌ها
- جنون (۱۹۷۲)
- بازرس (۱۹۷۲)
- مرد حصیری (۱۹۷۳)
- قتل در قطار سریع‌السیر شرق (۱۹۷۴) (بدون ذکر نام)[۱][۲]
- مرگ بر روی نیل (۱۹۷۸)
- آمرزش (۱۹۷۸)
- شیطان زیر آفتاب (۱۹۸۲)
- ملاقات با مرگ (۱۹۸۸) – فیلمنامه‌نویس مشترک
- سامرزبای (۱۹۹۳) – داستان‌نویس مشترک